# Andersonia sprengelioides
Espèce
Andersonia sprengelioides est une espèce de plante à fleurs du genre Andersonia et de la famille des Ericaceae, ou dans celle des Epacridaceae (intégrée dans les Ericaceae par la plupart des auteurs).
C'est un arbrisseau originaire du sud-ouest de l'Australie-Occidentale. Il a été décrit par le botaniste Robert Brown en 1810 et conserve son nom d'origine,.

## Synonymes
Andersonia sprengelioides a pour synonymes :
- Andersonia fraseri Sond.
- Andersonia patens Sond.
- Andersonia sprengelioides var. patens (Sond.) Diels & E.Pritz.
- Andersonia sprengelioides var. typica Diels & E.Pritz.
- Sprengelia andersonii F.Muell.